# 賴和
賴和（1894年5月28日—1943年1月31日），原名賴河，又名賴癸河，筆名懶雲、甫三、安都生、灰、走街先、浪等，是出身臺灣彰化的作家、詩人、醫師與社會運動者。
受到五四運動與其他傳入臺灣與中國的歐美思想等影響，他致力於臺灣新文學運動、對日本殖民統治的反對運動、對於臺灣社會風俗改革的倡議等社會運動事業。
他是1930年代臺灣文學界的代表人物之一，並親自培養出許多後續臺灣籍知名作家，對後續臺灣文學發展產生深遠影響；當時，他創立《臺灣民報》文藝欄並擔任主編。楊守愚稱他為「台灣新文藝園地的開墾者」與「台灣小說界的褓母」，並在〈光復慶祝後二日〉中讚譽他為「台灣的魯迅」。曾任新潮文庫主編之林衡哲稱他為「台灣現代文學之父」。作家王詩琅在〈賴懶雲論〉評：「事實上，台灣的新文學能有今日之隆盛，賴懶雲的貢獻很大。說他是培育了台灣新文學的父親或母親，恐怕更為恰當」。
他也在家鄉開辦醫療機構，並因經常關懷幫助貧窮患者，而被群眾稱為「彰化媽祖」、「華佗再世」、「和仔仙」等。

## 生平

### 早年生活
1894年5月28日，賴和出生於福建臺灣省臺灣府彰化縣。他的父親是賴天送，母親是戴允；父親以道士為業。                                 
賴和的父系祖先來自客家族群，但後來被閩南裔臺灣人同化，而不再使用客家族群之語言，但仍保有對該族群的身份認同；對此，他作詩表示「我本客屬人，鄉語逕自忘，戚然傷抱懷，數典愧祖宗」。 他的祖父賴知因參與戴潮春事件失敗，一度陷於低迷情緒而沉迷賭博，但後來戒除賭博習慣，學習演奏鐃鈸並替人舉行道教儀式，從而改善家中生計狀況。在祖父與父親努力積攢下，他們購置田產成為地主，父親因而得以在日後資助他接受教育；當時，該些田產面積約十甲，每年以稻米形式收取之租金，重量約三百石。
1895年，臺灣被清朝政府依《馬關條約》割讓與大日本帝國。
1903年，他先在私塾接受漢文教育，後入彰化第一公學校（今彰化市中山國小前身）就讀。1907年，他另向黃倬其於小逸堂學習漢文經典作品，熟讀四書五經等作品，奠定其漢語文學基礎。
1909年，他考入台灣總督府醫學校（今國立臺灣大學醫學院前身）。他的同班同學有杜聰明、翁俊明等，蔣渭水則是晚他一屆入學之學弟。當時，他曾與杜聰明一起在年假期間自臺北徒步至彰化，沿途拜訪自該校畢業且正在行醫的前輩。
1914年，他畢業於臺灣總督府醫學校。
1915年，他遵照父母的要求，與王草結婚；王草的父親是王浦，為阿罩霧林家之佃農。

### 行醫及文學與社會運動生涯
畢業後，他先後在台北、嘉義實習與行醫。1914年至1915年間，他任職於臺灣總督府嘉義病院（今衛生福利部嘉義醫院前身）。1918年，他前往位在廈門鼓浪嶼的博愛醫院任職。後來，因非常想念家鄉，他在隔年返鄉，於家鄉之市仔尾地區（位在今彰化市境內）開辦醫療機構。此後，在進行醫療工作時，他習慣穿著當地當時平民之輕便服飾。他經常減免貧窮者的診療費，甚至贈送要價高昂的藥品；每到年底，他往往會將貧寒者的醫療帳單燒毀。當地群眾由此稱呼他為「華佗再世」、「彰化媽祖」與「和仔仙」。同時，他持續蓄留八字鬍，且總是以平易近人、謙虛而合乎禮儀的態度與他人互動。作家李篤恭表示，他曾親身看見賴和慰問自埔里步行至當地問診的原住民婦女，並給予大量醫藥物品，還給予乘車資金，要求其務必自臺中乘車返回埔里，期望其不因長途跋涉而加重病情。
在廈門行醫期間，他受五四運動衝擊，並受白話文運動刺激，返鄉後開始致力推動臺灣的新文學運動。
1921年2月，他參與於台灣議會設置請願運動；同年10月，他參與於臺灣文化協會成立，更於該組織後續發展過程中持續投入，進行講演、《臺灣民報》編輯等事務。同時，他開始陸續發表其文學創作。
1923年12月16日，他因參與於臺灣議會設置請願運動等，在治警事件中被日本當局關在監獄24日。出獄返鄉時，他與其他受難者同受沿路群眾熱烈歡迎。
1924年，他與張我軍、連雅堂等展開新舊文學論戰，並在過程中積極倡議支持新文學運動。1925年，他以白話文發表散文〈無題〉及新詩〈覺悟下的犧牲─寄二林事件的戰友〉。1926年1月1日，他發表白話小說〈鬥鬧熱〉；同年，他開始主持《臺灣民報》文藝欄，並於其中發表白話小說。後來，他也發表新詩、舊詩、雜文（隨筆）等不同體裁風格的作品。自此，他也致力於提供建議並鼓勵、支持臺灣新文學運動後進者，如楊逵、王詩琅、呂赫若、吳濁流、葉石濤等。
1927年，台灣文化協會成員因運動立場歧異，而分裂為兩大派系並重組組織；他同時在兩個派系的組織（留下偏左派成員的臺灣文化協會及蔣渭水與林獻堂等共組的臺灣民眾黨等）擔任職務。
1930年1月，他發表長篇小說〈蛇先生〉，連載於《臺灣民報》二九四號、二九五號、二九六號。1932年，他與葉榮鐘、郭秋生等創辦《南音》雜誌，鼓勵有志於文學之臺籍人士以臺灣話寫作。1934年，張深切、張星建等多位台籍作家所籌組的台灣文藝聯盟成立，他被推舉為該組織之委員長，並於組織刊物《台灣文藝》上發表作品。稍後，楊逵創立《台灣新文學》，他也擔任該雜誌之編輯，並於其中發表作品。1936年，他因在《台灣新文學》發表10首〈田園雜詩〉遭作家林克夫批評：「賴和先生、守愚先生過去在新詩壇已建立了不少功勞，如今他卻做舊詩，豈不是使了後進新詩人起了動搖麼？」。
1941年12月8月珍珠港事變當日，他再度被日本當局逮捕入獄，後關押約50日；當時，有關當局違反往例，始終不願告知逮捕理由。在獄中，他以稻草等製成的紙張寫作〈獄中日記〉。該次入獄事件對他身心造成嚴重衝擊。
1943年1月31日，他因心臟病發作過世，並留下上萬元債務；賴和直至逝世不久前，才被日本當局從監禁中釋放。在出殯過程沿路，許多民眾設置供桌、供品等為他祭拜。過世後，他留下文稿〈高木友枝先生〉等；該文稿主要內容為回憶他就讀於臺灣總督府醫學校時，與（時任該校校長之）高木友枝等互動往來的經驗與感想等。
此外，他的兒子賴洝表示，每到年底，他經常面臨經濟困難，不得不向其姊借用「私房錢」；他經常耗費物資幫助許多臺灣新文學運動參與者、支援臺灣文化協會舉辦活動、幫助受日本當局打壓者的家屬等。

## 文學創作
他的創作大多關注於日本殖民統治下臺灣社會所發生的議題，包含傳統漢人社會習俗（在日本殖民統治與現代化等過程中）的崩解、臺灣人被日本當局欺侮剝削、臺灣弱勢平民在艱困日常生活處境中奮力謀生的樣貌等，並因此被認為帶有明顯的人道主義。 他的作品所關懷的對象，通常是以其所屬的（閩南裔）臺灣漢人社群為主的族群，但也偶而提及臺灣原住民族群在殖民統治下的處境（如以霧社事件為題材的〈南國哀歌〉），進而將臺灣全部在日本殖民統治中受害的族群視作一體，也因此被評論為充滿「民族情感」。
他的寫作敘事手法被許多文學評論者歸類於寫實主義。 他的主要創作體裁有小說、（帶有敘事或評論性質的）散文、新詩、舊詩等。
他的主要作品有小說《一桿「稱仔」》、《不如意的過年》、《善訟的人的故事》、《浪漫外紀》等，新詩〈流離曲〉、〈覺悟下的犧牲：寄二林的同志〉、〈南國哀歌〉、〈種田人〉、〈可憐的乞婦〉、〈農民謠〉、〈農民嘆〉、〈冬到新穀收〉等。其中，以霧社事件為題材的〈南國哀歌〉，是日本時代臺灣新文學運動中字數最多的詩作之一。此外，他也創作許多受當時傳統中國儒家思想與文學影響，以文言文寫成的詩作，在該些作品中抒發他的志向與對於生活及時勢的感想。
他創作所運用的語言經常包含臺灣話、漢語（受文言文及現代標準漢語影響），以及日式漢文，某種程度上反映出臺灣當時之多元語言樣貌；臺灣話是他的母語，文言文則習於私塾等所傳授之中國古典文學作品，又在日本當局所設立的殖民地教育體系中學習日語，並藉著廣泛閱讀接觸學習白話文。他被許多文學評論者認定為臺灣文學界使用漢語（包括現代標準漢語白話文與臺語白話文等）創作小說的最初先驅（之一）。 學者許俊雅認為，他致力於推廣及建立能被臺灣當時廣大社會群眾接受的文學，因而強調在寫作時使用接近其日常生活溝通語言之詞彙與風格等，並期望藉此向群眾傳播其社會運動理念等。
有些文學評論者認為，他的作品影響到後續臺灣鄉土文學等寫作流派的發展。
他在〈臺灣通史十首〉記敘漢人移民台灣墾殖之過程及戴潮春事件、臺灣民主國及黑旗軍等歷史事件等；其中，他將第七首之詞句由原作「旗中黃虎尚如生，國建共和竟不成。天限台灣難獨立，古今歷歷證分明」。在《臺中詩乘》，改為「旗中黃虎尚如生，國建共和怎不成。天與台灣原獨立，我疑記載欠分明。」

### 白話新詩
- 〈流離曲〉
- 〈南國哀歌〉
- 〈低氣壓的山頂〉

### 小說
按主要題材分類：
- 反映日本時代台灣人生存處境及其中女性所面臨之遭遇
  - 〈一桿「稱仔」〉
  - 〈辱〉
  - 〈不幸之賣油炸檜的〉
  - 〈可憐她死了〉
- 日本殖民臺灣當局的政治迫害、經濟榨取行為及其警方所造成的權力壓迫
  - 〈不如意的過年〉
  - 〈惹事〉
  - 〈豐作〉
  - 〈浪漫外紀〉
- 揭露臺灣漢人社會殘存封建勢力及傳統仕紳階級性格之樣貌
  - 〈鬥鬧熱〉
  - 〈蛇先生〉
  - 〈棋盤邊〉
  - 〈赴了春宴回來〉
  - 〈善訟的人的故事〉
  - 〈未來的希望〉
  - 〈富人的歷史〉
- 當時臺灣知識份子啟蒙思想的萌發及隨之而來的徬徨與掙扎
  - 〈雕古董〉
  - 〈一個同志的批信〉
  - 〈歸家〉
  - 〈附會〉
  - 〈阿四〉

### 重要作品出版目錄
- 1979，賴和先生全集，李南衡主編。台北：明譚。
- 1994，賴和小說集，施淑編。台北：洪範書店。
- 1994，賴和集，精裝版，張恒豪編。台北：前衛。
- 1996a，富戶人e歷史，蔡承維譯；李自敬編輯。台北：台笠。
- 1996b，一桿稱仔。台北：洪範書店。
- 2000a，賴和全集一：小說卷，林瑞明編。台北：前衛。
- 2000b，賴和全集二：新詩散文卷，林瑞明編。台北：前衛。
- 2000c，賴和全集三：雜卷，林瑞明編。台北：前衛。
- 2000d，賴和全集四：漢詩卷（上），林瑞明編。台北：前衛。
- 2000e，賴和全集五：漢詩卷（下），林瑞明編。台北：前衛。
- 2000f，賴和全集：附卷，林瑞明編。台北：前衛。
- 2000g，賴和手稿集：新文學卷，林瑞明編。彰化市：賴和文教基金會。
- 2000h，賴和手稿集：漢詩卷（2冊），林瑞明編。彰化市：賴和文教基金會。
- 2000i，賴和手稿集：筆記卷，林瑞明編。彰化市：賴和文教基金會。
- 2000j，賴和影像集，林瑞明編。彰化市：賴和文教基金會。

- 李南衡主編，《日據下台灣新文學明集4：詩選集》，台北：明潭出版社，1979年3月15日。
  - 收錄三首詩作：〈流離曲〉、〈南國哀歌〉、〈低氣壓的山頂〉
- 林瑞明主編，《國民文選‧現代詩卷I》，台北市：玉山社，2005年。
  - 收錄兩首詩作：〈南國哀歌〉、〈日傘〉

## 影響和評價

### 關於臺灣文學史中其形象塑造的討論
楊宗翰分析各臺灣文學史作品如何在文字描述上重塑其形象；他初步考察其沉潛而退縮保守、普遍出現於當時傳統漢文化知識份子身上的面向，是如何被文學史家消除或隱藏等，以滿足文學史界的「典範」塑造需求。

### 臺灣白色恐怖時期對其政治立場的評價
1951年，臺灣統治當局要求臺灣各縣市政府調查並向中央政府回報「日治時期抗日烈士」名單；「賴和」一名被列於其中，刻有該姓名之牌位被依《褒揚抗戰忠烈條例》放在忠烈祠供大眾瞻仰及祭拜。
1958年，有人向有關當局表示他生前為臺灣共產主義運動參與者；當局在調查後認定他生前「反日思想激烈」、「屬於左派」，將刻有他姓名的牌位自忠烈祠撤除。
1984年，中華民國內政部表示，考慮到他曾任臺灣文化協會理事及臺灣民眾黨臨時中央委員等，為臺灣文化協會「民族派」之「左派」，而非臺灣文化協會分裂後留在原組織的「左派」，因而認定他是政治認同傾向中華民國的「抗日烈士」，由此向臺灣省政府發文要求將刻有他姓名的牌位重新放入忠烈祠。
但是，當時臺灣社會主流中少見對於他文學作品的討論。

### 作品文字遭總統府誤用並引起爭論

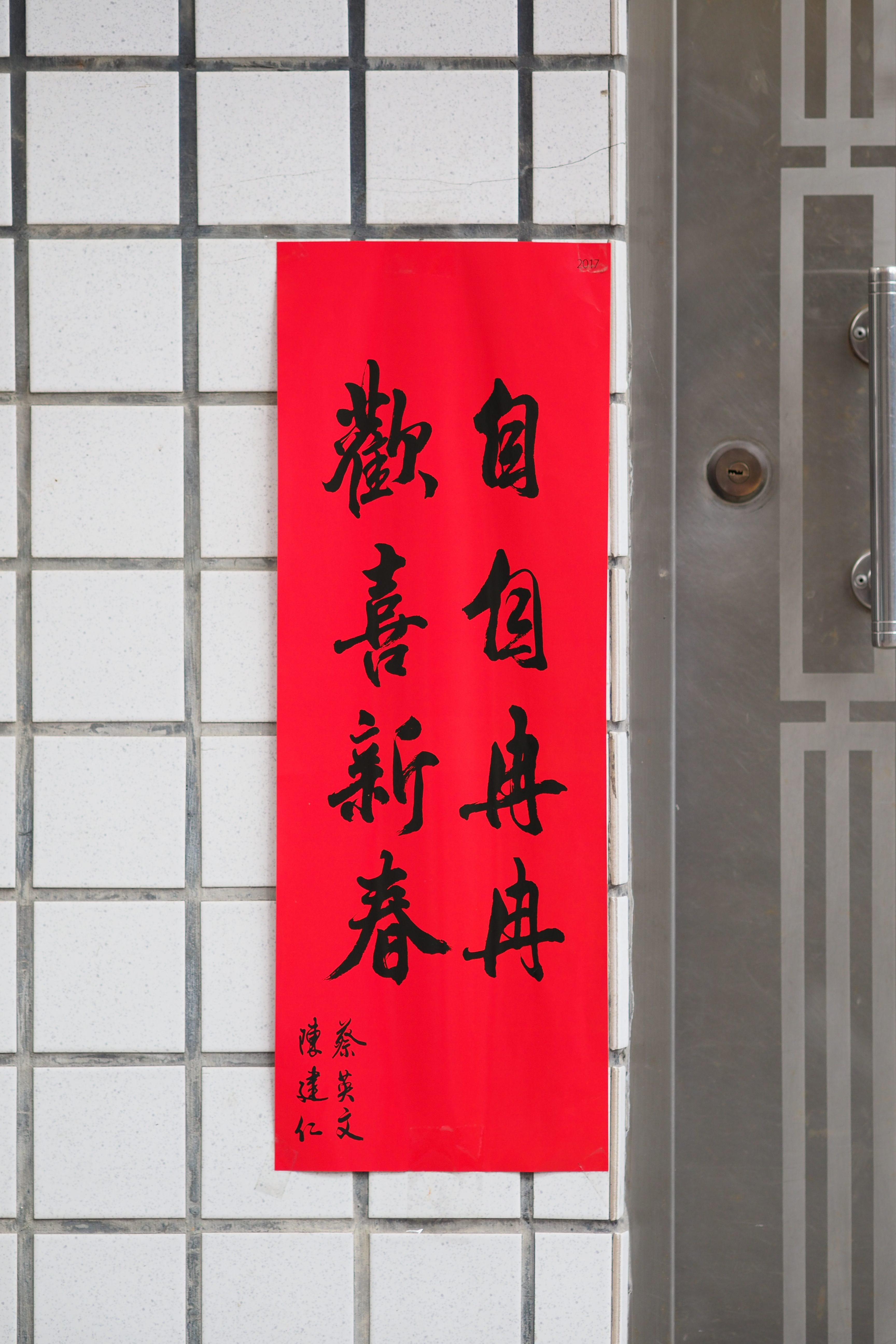
2017年1月中華民國總統府發行之印有時任總統蔡英文、副總統陳建仁署名之春聯。

2017年1月，中華民國總統府發表以該政府機構名義印製之春聯；其上顯示之文字為「自自冉冉，歡喜新春」。該政府機構表示「自自冉冉」出自2000年出版之《賴和全集》，但國立臺灣文學館館長廖振富表示「自自冉冉，歡喜新春」兩句並不對稱，不符春聯格式，又表示「自自冉冉」為「自自由由」的誤寫，且前所未見而語意難以理解。作家張大春也公開表示，漢語至當時尚未出現過「自自冉冉」之字詞組合等。但是，該政府機構沒有公開承認該詞句為筆誤等。
時任國立東華大學華文文學系教授楊翠（她是該《賴和全集》主編林瑞明的學生）公開表示，林瑞明在編輯過程因原稿字跡潦草而難以校對，且編輯過程患病而無力進一步核對內容，而沒將該筆誤校正；她同時表示作品中出現少數（沒有被校正的）錯字，是經常出現的現象。 在2003年，林瑞明已將該筆誤在他的其他作品中修訂為「自自由由」；其完整詞句為「自自由由幸福身」。 林瑞明表示，該政府機構在選用該筆誤詞句時，並未告知他該筆誤詞句將被印製於該機構發行之春聯上；事發後，也還是沒有向他積極求證。
國家教育研究院一度表示準備召開會議討論是否將「自自冉冉」編入《重編國語辭典》；楊翠公開回應該詞句為電腦輸入時之失誤，並表態反對該提議。

## 家庭
他與王草共生下六男三女，但其中四男一女皆不到五歲即死去，故他以詩作〈懶病〉之「曾將醫國手，殺卻兩嬌兒」抒發感慨。
- 長男：賴志宏（1918年1月1日-1918年1月22日）
- 次男：賴志煜（1920年4月16日-1920年8月28日）
- 三男：賴燊（1922年1月18日-  ）
- 四男：賴悵（1925年5月17日-1927年3月7日）
- 長女：賴鑄（1926年12月16日-1929年9月10日）
- 五男：賴洝（1928年9月19日-2012年2月26日）[19]
- 二女：賴彩鈺（1931年2月8日- 2003年3月5日 ）
- 六男：賴洪（1932年6月1日-1934年2月5日）
- 三女：賴彩芷（1936年5月9日 - ）

## 相關研究書目

### 一般書目及影音資料
（按發行時序排列）
- 紀念賴和先生九十冥誕籌備會，1984，賴和先生平反紀念集。
- 林瑞明，1993，台灣文學與時代精神：賴和研究論集。台北：允晨文化。
- 李篤恭編，1994，磺溪一完人：賴和先生百年冥誕紀念文集。台北：前衛出版社。
- 彰化縣立文化中心編，1994，賴和研究資料彙編。彰化：彰縣文化。
- 石美玲，2000，賴和小說中的方言運用。（2000年12月21日於國立臺中圖書館臺灣歷史與文學研習班演講錄音）
- 陳建忠，2004，書寫台灣‧台灣書寫：賴和的文學與思想研究。高雄：春暉出版社。
- 鄭穗影，2007，賴和文學合現實含理想，東京都：綠蔭書房。
- 台中市青年高中電影電視科（黃顯庭編導），2020，賴和不怕惹事。（台中市青年高中電影電視科年度公演舞台劇，改編自小說〈惹事〉，並將故事時空背景替換為該劇創作時之臺灣高中校園情境。2020年4月30日演出於台中市屯區藝文中心。因應新冠肺炎疫情防治政策，僅錄影製作影音節目，未對外公開售票。）

### 碩士及博士學位論文
（按發行時序排列）
- 陳明娟，1989，日治時期文學作品所呈現的台灣社會：賴和、楊逵、吳濁流的作品分析。東吳大學社會學研究所碩士論文。
- 陳建忠，2000，書寫台灣，台灣書寫：賴和的文學與思想研究。國立清華大學中國文學系博士論文。
- 陳淑娟，2000，賴和漢詩的主題思想研究。靜宜大學中國文學系碩士班碩士論文。
- 張雅惠，2000，日治時期的醫師與臺灣醫學人文：以蔣渭水、賴和、吳新榮為例。台北醫學大學醫學研究所碩士論文。
- 林秀蓉，2002，台灣日治時期台灣醫事作家及其作品研究：以蔣渭水、賴和、吳新榮、王昶雄、詹冰為主。國立高雄師範大學國文學系博士論文。
- 邵友梅，2002，賴和小說研究。國立高雄師範大學國文學系碩士論文。
- 許育嘉，2002，賴和漢詩修辭美學研究。南華大學文學研究所碩士論文。
- 蘇娟巧，2003，賴和漢詩意象研究。彰化師範大學國文學系在職進修專班碩士論文。
- 簡志龍，2003，賴和漢詩中的社會現象分析與研究。屏東師範學院國民教育研究所碩士論文。
- 黃勝志，2005，殖民體制下的反抗思潮—賴和的社會改革思想。 東吳大學社會學系碩士論文。
- 鄧慧恩，2005，日據時期外來思潮的譯介研究：以賴和、楊逵、張我軍為中心。國立清華大學台灣文學研究所。
- 鄭皇泉，2006，賴和小說敘事研究。南華大學文學系碩士論文。
- 黃立雄，2006，賴和文學作品中的抗日意識研究。玄奘大學中國語文研究所碩士論文。
- 李南衡，2007，台灣小說中e外來語演變-以賴和kap王禎和e作品作例。國立臺灣師範大學台灣文化及語言文學研究所。
- 孫幸娟，2006，賴和小說的臺灣閩南語詞彙探討。國立中山大學中國文學系（夜間專班）碩士在職專班碩士論文。
- 謝美娟，2008，日治時期小說裡的農工書寫─以賴和、楊逵和楊守愚為中心。中興大學台灣文學研究所碩士論文。
- 伍家慧，2008，愛爾蘭及台灣的國家意識覺醒：葉慈與賴和的比較研究。中國文化大學英國語文學研究所。
- 陳綠華，2008，賴和白話小說的台灣話文研究。國立高雄師範大學台灣文化及語言研究所碩士論文。
- 劉孟宜，2008，日治時期台灣小說中的主題意識與台灣話文書寫——以賴和、蔡秋桐、郭秋生之作品為例。國立中興大學台灣文學研究所。
- 廖美玲，2009，魯迅與賴和小說主題之比較研究。雲林科技大學漢學資料整理研究所碩士論文。

### 單篇論文
- 葉石濤，1985，為什麼賴和先生是台灣新文學之父？。沒有土地，哪有文學？。遠景出版社。
- 林瑞明，1985，賴和與台灣新文學運動。國立成功大學歷史學系歷史學報第十二號抽印本。
- 張恆豪，1987，台灣新文學之父賴和。台灣近代名人誌 第3冊。頁169。自立報系。
- 國立清華大學1994年「賴和及其同時代的作家：日據時期台灣文學國際學術會議」發表論文：
  - 趙天儀，1994，論賴和的新詩。
  - 張恆豪，1994，蒼茫深邃的「時代之眼」：比較賴和〈歸家〉與魯迅〈故鄉〉。
  - 林瑞明，1994，賴和漢詩初探。
  - 梁景峰，1994，臺灣現代詩的起步──賴和、張我軍和楊華的漢文白話詩。
  - 呂正惠，1994，賴和三篇小說析論：兼論賴和作品的社會性格。
  - 胡民祥，1994，賴和的文學語言。
  - 胡萬川，1994，賴和先生及李獻璋先生等民間文學觀念及工作之探討。
  - 鄭穗影，1994，賴和文學的現實與理想：台灣文學語言和精神之根源的思索。
- 葉榮鐘，1995，詩醫賴懶雲。台灣人物群像。頁259。時報文化。
- 翁聖峰，2007，八四課程標準高中《國文》賴和教材試論。彰化文學大論述。五南圖書。頁551-567。[20]
- 陳芳明，1998，賴和與台灣左翼文學系譜。左翼台灣：殖民地文學運動史論。頁47-74。台北：麥田出版。
- 林衡哲，2001，民族詩人賴和：台灣現代文學之父。二十世紀台灣代表性人物（上）。頁48-59。台北：望春風文化。
- 郭侑欣，2003，從賴和漢詩探究他的國族認同。仁德學報。頁193-206。

## 外部連結
- 賴和文教基金會官方網站 （页面存档备份，存于）
- 賴和紀念館官方網站
- 國家圖書館-當代文學史料系統
- 賴和照片集
- 民國百年系列專題 文采風流識客家 （页面存档备份，存于）